# Чемпионат СССР по пауэрлифтингу
Чемпионат СССР по пауэрлифтингу разыгрывался в 1989 - 1992 годах. В розыгрышах чемпионата СССР принимали участие ведущие пауэрлифтеры союзных республик и городов Москва и Ленинград. Первый чемпионат прошёл в феврале 1989 года в Красноярске по инициативе создателя одного из первых атлетических клубов страны В.Н. Пономарёва. На первых двух чемпионатах участвовали только мужчины. На чемпионате 1991 года выступали женщины. С распадом СССР проведение чемпионатов СССР было прекращено. В 1992 году был разыгран чемпионат СНГ по пауэрлифтингу (28 февраля - 1 марта 1992 года, Москва). А бывшие союзные республики начали проводить собственные чемпионаты. В частности, 17-19 апреля 1992 года в Челябинске был разыгран первый чемпионат России. 

## Чемпионаты
| Турнир | Место проведения | Дата                 | К-во спортсменов |
| ------ | ---------------- | -------------------- | ---------------- |
| 1989   | Красноярск       | 17-19 февраля        | 119              |
| 1990   | Черкассы         | 2-4 марта            | 103              |
| 1991   | Ленинград        | 28 февраля - 3 марта | 129              |

| Турнир | Место проведения | Дата                 | К-во спортсменов |
| ------ | ---------------- | -------------------- | ---------------- |
| 1992   | Москва           | 28 февраля - 1 марта | 76               |